# Красне (Ленінськ-Кузнецький округ)
Кра́сне (рос. Красное) — село у складі Ленінськ-Кузнецького округу Кемеровської області, Росія.

## Населення
Населення — 2982 особи (2010; 3513 у 2002).
Національний склад (станом на 2002 рік):
- росіяни — 96 %